# Mindaugas Dainauskas
Mindaugas Dainauskas – litewski kierowca wyścigowy.

## Biografia
Karierę w wyścigach samochodowych rozpoczął w 1985 roku od startów Estonią 20. Zdobył wówczas tytuł wicemistrza Litewskiej Formuły Easter, a identyczny rezultat uzyskał rok później. W 1987 roku zmienił samochód na Estonię 21M i zadebiutował w Sowieckiej Formule Easter. W latach 1988–1989 zdobywał mistrzostwo Litwy, ponadto w sezonie 1989 zajął piąte miejsce w mistrzostwach ZSRR.
W 1990 roku korzystał z Estonii 21.10 napędzanej silnikiem Volkswagen i podobnie jak wielu innych radzieckich zawodników, rozpoczął starty za granicą. W latach 1990–1991 rywalizował w Polskiej Formule Mondial. Łącznie w tym okresie wygrał cztery wyścigi, a w 1991 wygrał Międzynarodowy Puchar Polski, czyli zawody dla zawodników nieposiadających polskiej licencji. W dalszych latach ścigał się samochodami turystycznymi. W 2005 roku, ścigając się Chryslerem Stratusem, został wicemistrzem serii FIA NEZ Baltic GT Cup, zaś rok później zajął czwarte miejsce.

## Wyniki
| Legenda oznaczeń w tabelach wyników Wyświetl szablon na nowej stronie | Legenda oznaczeń w tabelach wyników Wyświetl szablon na nowej stronie                                                                     |
| Oznaczenie                                                            | Wyjaśnienie |
| --------------------------------------------------------------------- | --- |
| Złoty                                                                 | Zwycięzca lub mistrzostwo |
| Srebrny                                                               | 2. miejsce lub wicemistrzostwo |
| Brązowy                                                               | 3. miejsce lub II wicemistrzostwo |
| Zielony                                                               | Ukończył, punktował (w klasyfikacji generalnej, gdy zdobył co najmniej jeden punkt na przestrzeni sezonu, poza trzema powyższymi opcjami) |
| Niebieski                                                             | Ukończył, nie punktował (w klasyfikacji generalnej, gdy nie zdobył co najmniej jednego punktu na przestrzeni sezonu)                      |
| Czerwony                                                              | Nie zakwalifikował się (NZ) |
| Czerwony                                                              | Nie prekwalifikował się (NPK) |
| Różowy                                                                | Nie ukończył (NU) |
| Różowy                                                                | Niesklasyfikowany (NS) (w klasyfikacji generalnej, gdy nie został sklasyfikowany w żadnym wyścigu sezonu)                                 |
| Czarny                                                                | Zdyskwalifikowany (DK) |
| Czarny                                                                | Wykluczony (WYK/EX) |
| Biały                                                                 | Nie wystartował (NW) |
| Biały                                                                 | Kontuzjowany (K/INJ) |
| Biały                                                                 | Wyścig odwołany (OD/C) |
| Bez koloru                                                            | Został wycofany (WYC/WD) |
| Bez koloru                                                            | Nie przybył (NP/DNA) |
| Bez koloru                                                            | Nie brał udziału w treningach (NT/DNP) |
| Bez koloru                                                            | Nie został zgłoszony (–) |
| Pogrubienie                                                           | Start z pole position |
| Kursywa                                                               | Najszybsze okrążenie wyścigu |
| †                                                                     | Nie ukończył, ale jego rezultat został zaliczony ze względu na przejechanie więcej niż 90% dystansu wyścigu.                              |
| *                                                                     | Sezon w trakcie |
| 1/2/3                                                                 | Punktowana pozycja w sprincie kwalifikacyjnym                                                                                             |
| Lista systemów punktacji Formuły 1                                    | |

### Sowiecka Formuła Easter
| Rok  | Zespół       | Samochód    | Silnik | Wyniki w poszczególnych eliminacjach | Wyniki w poszczególnych eliminacjach | Wyniki w poszczególnych eliminacjach | Wyniki w poszczególnych eliminacjach | Pkt. | Msc. |
| ---- | ------------ | ----------- | ------ | ------------------------------------ | ------------------------------------ | ------------------------------------ | ------------------------------------ | ---- | ---- |
| 1987 |              |             |        |                                      |                                      |                                      |                                      | 177  | 13   |
| 1987 | DOSAAF Wilno | Estonia 21M | Łada   | 11                                   | 8                                    | -                                    | 12                                   | 177  | 13   |
| 1988 |              |             |        |                                      |                                      |                                      |                                      | 54   | 20   |
| 1988 | DOSAAF Wilno | Estonia 21M | Łada   | 18                                   | 18                                   | NU                                   |                                      | 54   | 20   |
| 1989 |              |             |        |                                      |                                      |                                      |                                      | 81   | 5    |
| 1989 | DOSAAF Wilno | Estonia 21M | Łada   | 5                                    | 4                                    | 14                                   |                                      | 81   | 5    |

### Polska Formuła Mondial
| Rok  | Zespół         | Samochód      | Silnik     | Wyniki w poszczególnych eliminacjach | Wyniki w poszczególnych eliminacjach | Wyniki w poszczególnych eliminacjach | Wyniki w poszczególnych eliminacjach | Wyniki w poszczególnych eliminacjach | Wyniki w poszczególnych eliminacjach | Pkt. | Msc. |
| ---- | -------------- | ------------- | ---------- | ------------------------------------ | ------------------------------------ | ------------------------------------ | ------------------------------------ | ------------------------------------ | ------------------------------------ | ---- | ---- |
| 1990 |                |               |            | Polska                               | Polska                               | Polska                               | Polska                               | Polska                               | Polska                               | 0    | NS   |
| 1990 | STK Autoservis | Estonia 21.10 | Volkswagen | -                                    | -                                    | 4                                    | 1                                    | 1                                    | -                                    | 0    | NS   |
| 1991 |                |               |            | Polska                               | Polska                               | Polska                               | Polska                               | Polska                               | Polska                               | 110  | 1    |
| 1991 | Faeton         | Estonia 21M   | Łada       | 2                                    | 2                                    | 1                                    | 1                                    | 2                                    | 2                                    | 110  | 1    |